# 吾妻町 (群馬県)
吾妻町（あがつままち）は、群馬県吾妻郡に位置していた町。旧称は原町（はらまち）。
2006年3月27日、東村と合併し、東吾妻町が新設されたため廃止された。

## 地理
群馬県の北西部、吾妻郡の中央に位置し、周囲は1,000 m級の山に囲まれている。吾妻渓谷は国の名勝に指定されている。
- 山:岩櫃山、浅間隠山、菅峰、薬師岳、古賀良山、吾嬬山
- 川: 吾妻川、温川、久々戸沢、石上沢、四万川（山田川）
- 湖: 榛名湖

## 歴史
坂上地区の大字大戸には関所があった。この大戸の関所で国定忠治が捕らえられ、磔に処された。

### 沿革
- 1889年4月1日 - 町村制施行に伴い、吾妻郡に原町（はらまち）・太田村・岩島村・坂上村が成立。
- 1955年3月1日、岩島村・坂上村・太田村・原町の一町三村が合併して原町になる。その後新町名を公募するも妙案は生まれず、1956年2月1日、結局吾妻郡からとって吾妻町とした。
- 2006年3月27日 - 東村と合併し、東吾妻町東吾妻町となったため廃止。

## 行政
- 吾妻町長: 一場 貞（群馬大学卒）

## 経済
主な生産物はこんにゃく、水仙、みょうが。松下電器の下請けの朝日ナショナル工場、紙製品のリンテック、大規模リゾート施設のコニファーいわびつ、関製作所、中越ドレスなどが主な企業。岩島地区は麻の生産地として古くから知られ、品質は日本一。天皇家の使用する麻は岩島地区の産品である。

### 産業
- 主な産業 農業と観光関連業が主である。
- 産業人口（2000年国勢調査）
  - 第1次産業
    - 農業 1,592人(20.37 %)
    - 林業 60人(0.77 %)

  - 第2次産業
    - 製造業 1,412人(18.07 %)
    - 建設業 991人(12.68 %)
    - 鉱業 19人(0.24 %)

  - 第3次産業
    - サービス業 1,932人(24.73 %)
    - 卸売・小売業・飲食店 1,071人(13.71 %)
    - 運輸・通信業 290人(3.71 %)
    - 公務 263人(3.37 %)
    - 金融・保険業 138人(1.77 %)
    - 電気・ガス・熱供給・水道業 30人(0.38 %)
    - 不動産業 16人(0.20 %)

## 姉妹都市・提携都市

### 国内
姉妹提携
- 龍神村（和歌山県、現田辺市）
- 斐川町（島根県、現出雲市）

友好自治体など
- 杉並区（東京都）
- 風連町（北海道、現名寄市）

## 地域

### 教育

#### 高等学校
- 群馬県立吾妻高等学校

#### 中学校
- 吾妻町立岩島中学校
- 吾妻町立太田中学校
- 吾妻町立坂上中学校
- 吾妻町立原町中学校

#### 小学校
- 吾妻町立岩島小学校
- 吾妻町立太田小学校
- 吾妻町立坂上小学校
- 吾妻町立原町小学校

## 交通

### 鉄道路線

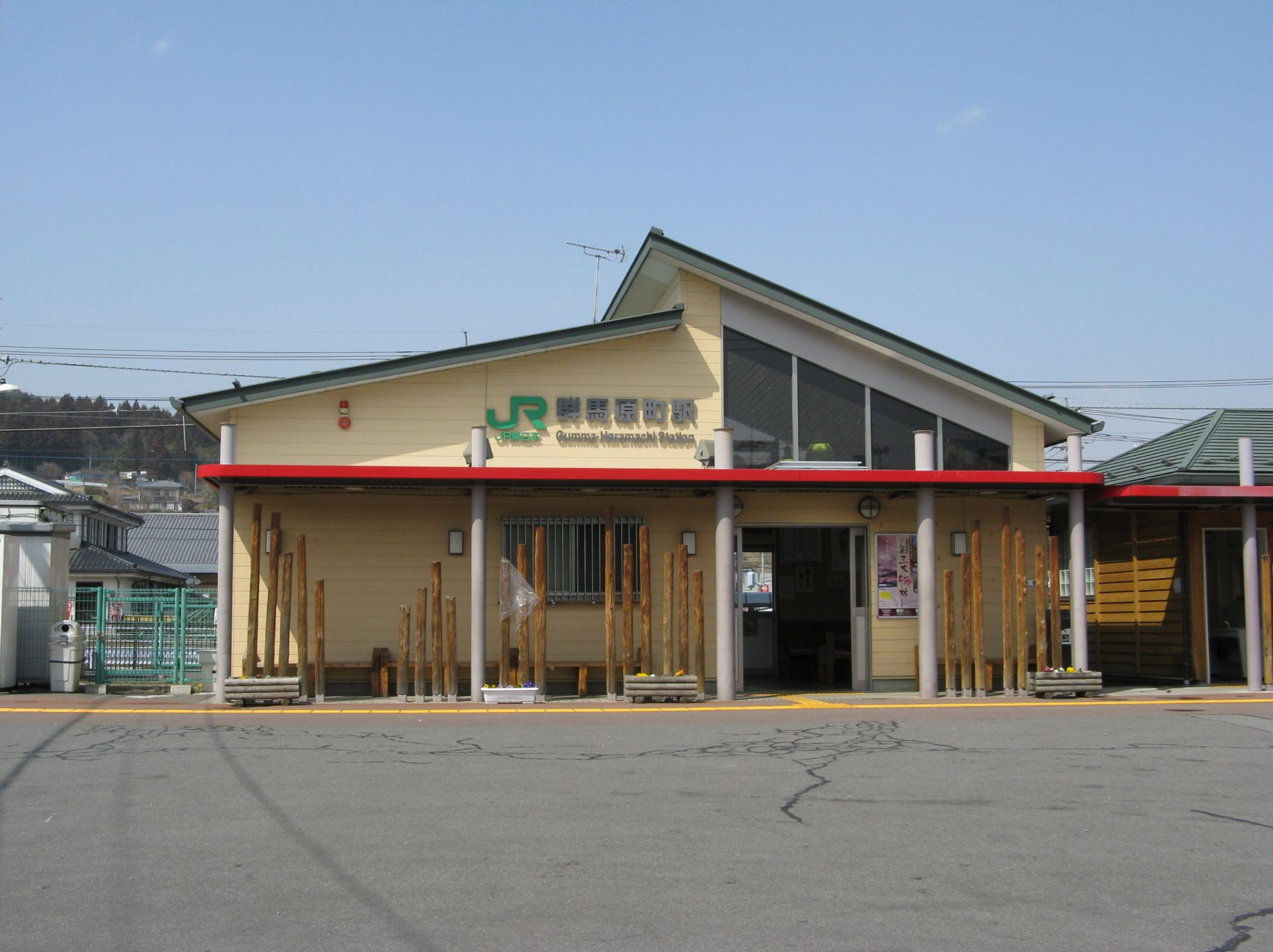
群馬原町駅

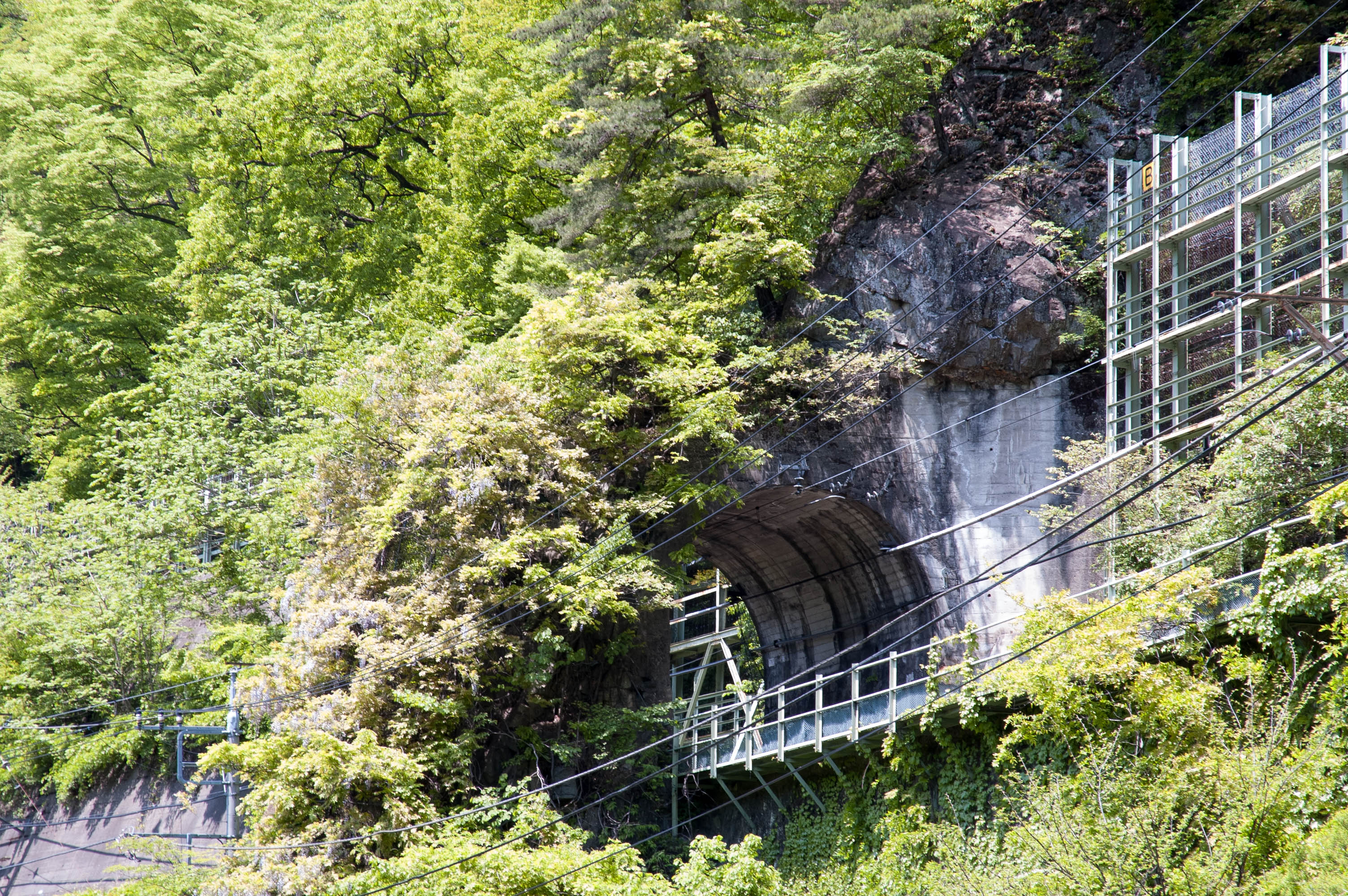
樽沢トンネル

- 中心となる駅: 吾妻線群馬原町駅（特急草津停車駅）
- 他の吾妻町内の駅: 郷原駅 - 矢倉駅 - 岩島駅

### 道路
高速道路
町内を走る高速道路はなく、関越自動車道渋川伊香保ICが最寄となる。
一般国道
町内を走る一般国道：国道145号、国道406号
都道府県道
町内を走る県道： (stub)

## 名所・旧跡・観光スポット・祭事・催事
- 吾妻渓谷
- 岩下祇園祭

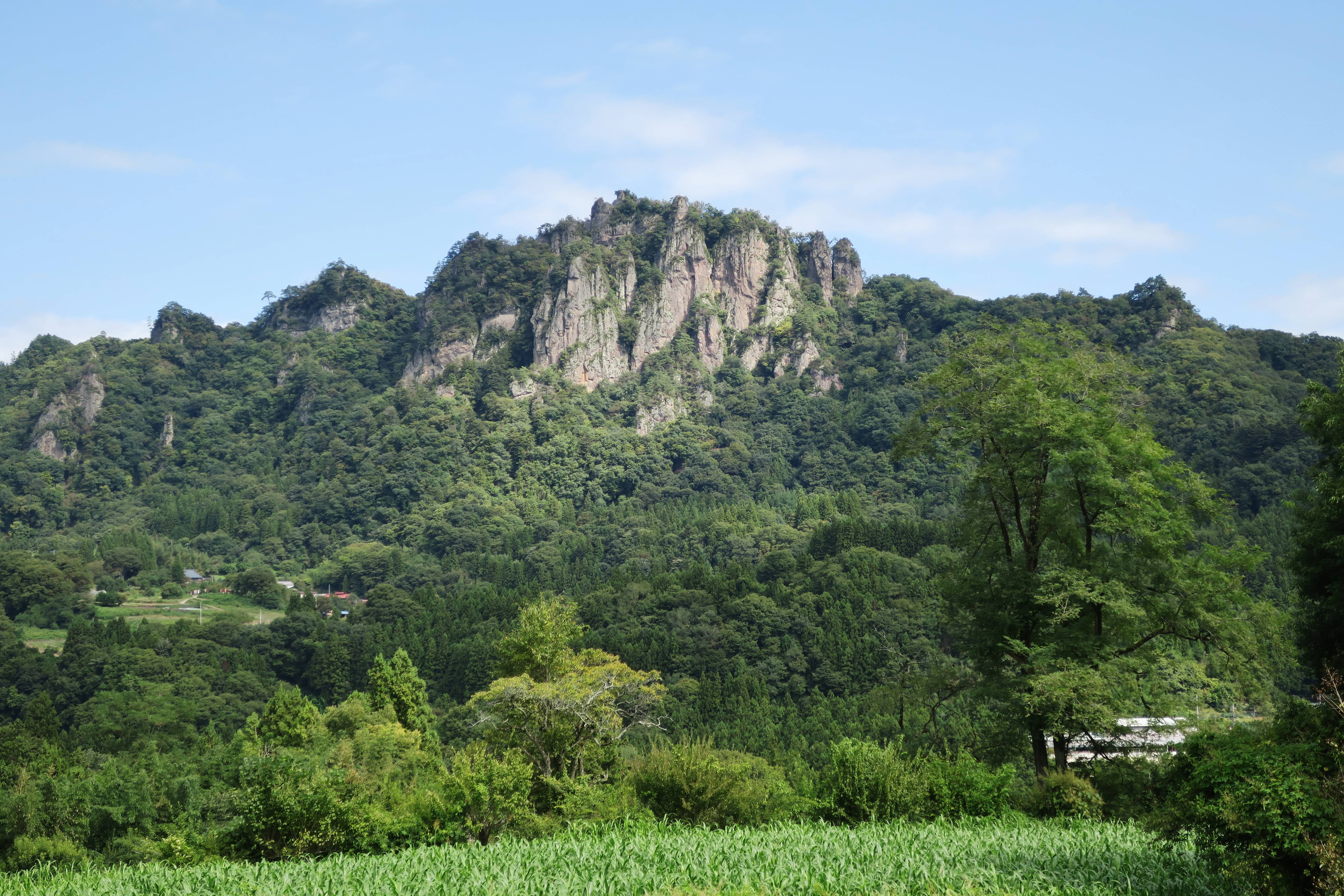
岩櫃山

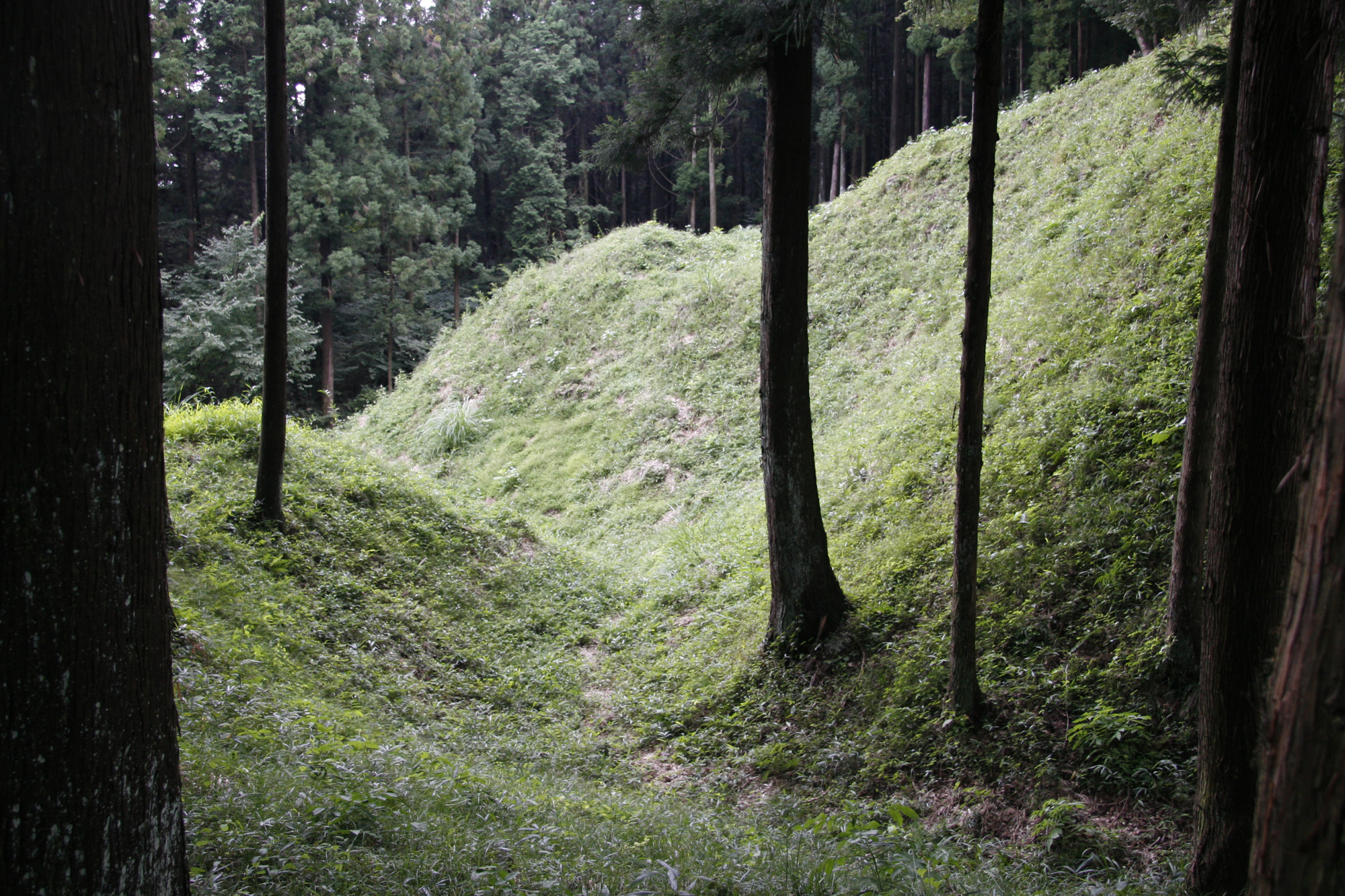
岩櫃城

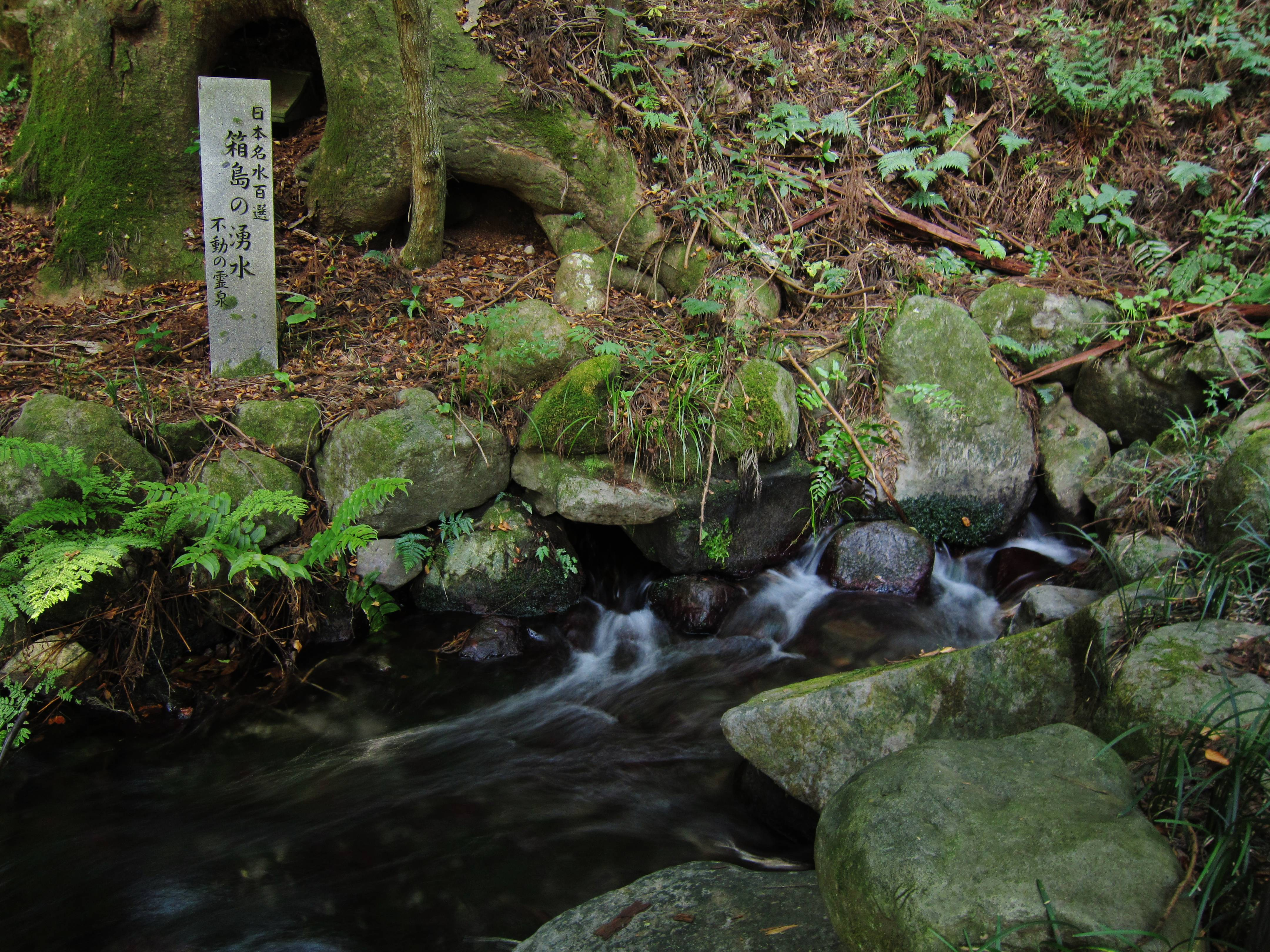
箱島湧水

- 鳥追い（岩下地区の漆貝戸・天神・姉山地域）
- 吾妻渓谷温泉郷
- 原町の大ケヤキ:国の天然記念物
- 蕨手刀（大宮巌鼓神社）:群馬県指定文化財
- 百八灯 岩島地区の伝統行事。お盆に108本の蝋燭を道に立て、死者を迎える。その模様は壮観で、県内外から多くの人が訪れる。
- 旧岩島第二小学校旧校舎：明治時代の木造建築、写真家などが来訪
- 四戸古墳
- 麻
  - 川中温泉
  - 松ノ湯温泉
- 浅間隠温泉郷
  - 温川温泉
  - 鳩ノ湯温泉
  - 薬師温泉
- いわびつ体験農園
- 岩櫃ふれあいの郷
- 国民宿舎 榛名吾妻荘
- 温川キャンプ場
- コニファーいわびつ

## 出身有名人
- 木檜三四郎（政治家：参議院仮議長・衆議院議員7期・参議院議員1期・群馬県議会議員6期）
- 一場靖弘（プロ野球選手）
- 小林宗作（リトミック研究者・幼児教育研究家）
- 菅谷勘三郎（政治家：群馬県議会議長・群馬県議会議員6期）
- 小淵洋一（城西大学教授）
- 渡仲三（元名古屋市立大学教授）
- 角田勝次（バスケットボール選手・1964年東京オリンピック代表）
- 大塚榛山（日本画家）

## 撮影地
- 眠れる森（1998年、フジテレビ系列）
- 真田太平記（NHK）
- ロンブー龍 旧岩島第二小学校にてロンドンブーツ1号2号・ダチョウ倶楽部が肝試し
- ディノ・プラネット (1997) 岩島第二小学校の生徒がエキストラ出演。
- 小学一年生 岩島第二小学校にてCM撮影。児童もエキストラ出演。
- ぽたぽた焼 CM撮影
- 遠くへ行きたい ほか、旅番組など多数